# Otto Keller (Politiker, 1830)
Otto Keller (* 8. Mai 1830 in Hamm in Westfalen; † 13. Juli 1907 in Duisburg) war ein deutscher Politiker, Bürgermeister der Stadt Duisburg und Mitglied des Norddeutschen Reichstages.

## Leben
Nach seinem Jurastudium war Keller zunächst Gerichtsassessor beim preußischen Bergamt in Tarnowitz (Oberschlesien), anschließend am Appellationsgericht Hamm tätig. Er wurde 1863 zum Bürgermeister der Stadt Duisburg gewählt und blieb in diesem Amt bis 1873. Während seiner Amtszeit wurde in der aufstrebenden Industriestadt Duisburg die erste Wasserleitung gelegt. Außerdem wurde mit dem Aufbau der Kanalisation begonnen. Von 1879 bis 1905 war er Präsident der Handelskammer Duisburg.
Nach der Spaltung der Fortschrittspartei trat er der Nationalliberalen Partei bei und kandidierte 1867 für den Norddeutschen Reichstag, verlor jedoch am 12. Februar 1867 knapp in der Stichwahl gegen Justus von Gruner, den Kandidaten der Altliberalen. In einer Ersatzwahl am 21. September 1867 siegte Keller dann mit absoluter Mehrheit im ersten Wahlgang und wurde Abgeordneter des Wahlkreises Düsseldorf 6 (Duisburg, der auch die Städte Mülheim an der Ruhr und Oberhausen umfasste) im Norddeutschen Reichstag; bereits am 11. Dezember 1868 legte er aber sein Mandat nieder.
Otto Keller gründete die Duisburg-Ruhrorter Bank zur Förderung der regionalen Wirtschaft und war bis 1902 Direktor dieser Bank. 1902 wurde die Aktienmehrheit der Bank in Höhe von 12 Millionen Reichsmark von der Deutschen Bank übernommen.
In Neudorf (Duisburg) ist die Otto-Keller-Straße nach ihm benannt.